# Shamil Jisamutdinov
Shamil Jisamutdinov (Uzlovaya, Unión Soviética, 20 de septiembre de 1950) fue un deportista soviético especialista en lucha grecorromana donde llegó a ser campeón olímpico en Múnich 1972.

## Carrera deportiva
En los Juegos Olímpicos de 1972 celebrados en Múnich ganó la medalla de oro en lucha grecorromana de pesos de hasta 68 kg, por delante del luchador búlgaro Stoyan Apostolov (plata) y del italiano Gian Matteo Ranzi (bronce).